# Cactáceas y Suculentas Mexicanas
Cactáceas y Suculentas Mexicanas (abreviado Cact. Suc. Mex.) es una revista ilustrada con descripciones botánicas que es editada en México por la Sociedad Mexicana de Cactología desde el año 1956.